# Зундатолгинское сельское муниципальное образование
Зундатолгинское сельское муниципальное образование — сельское поселение в Ики-Бурульском районе Калмыкии.
Административный центр — поселок Зунда Толга.

## История
До 1992 года п.Зунда Толга и местные организации входили в Кевюдовский сельский совет, что создавало определенные трудности как для населения, так и руководителей совхоза, различных учреждений. В связи с многочисленными просьбами населения и ходатайства граждан совхоза «Чограйский» на сходах, в целях оперативного решения социально-экономических вопросов на территории совхоза постановлением главы администрации Ики-Бурульского района от 04.12.1992 года № 318 с 1 января 1993 года действует администрация поселка Зунда Толга.
Наименование Зундатолгинское сельское муниципальное образование действует на основании постановления Народного Хурала (Парламента) РК № 433-11 от 21.02.2001 года.

## География
Находится на юго-западе Ики-Бурульского района. Граничит на востоке с Манычским, на севере и западе с Кевюдовским сельскими муниципальными образованиями, на юге со Ставропольским краем.

## Население
| 2002 | 2010 | 2011 | 2012 | 2013 | 2014 | 2015 |
| ---- | ---- | ---- | ---- | ---- | ---- | ---- |
| 409  | ↗430 | ↘428 | ↘412 | ↘405 | ↗407 | ↘395 |
| 2016 | 2017 | 2018 | 2019 | 2020 | 2021 |      |
| →395 | ↘376 | ↘357 | ↘349 | ↘338 | ↗358 |      |

По состоянию на 01.01.2012 население СМО составляет 420 человек, из них 308 (73,3 % населения СМО) проживает в посёлка Зунда Толга и 112 чел.(26,7 %) в посёлке Приманычский.

### Национальный состав
По данным Всероссийской переписи населения 2010 года:
| Национальность | Численность (чел.) | Процентное соотношение |
| -------------- | ------------------ | ---------------------- |
| Калмыки        | 415                | 96,51%                 |
| Другие         | 15                 | 3,49%                  |
| Всего          | 430                | 100,00%                |

## Состав сельского поселения
| № | Населённый пункт | Тип населённого пункта          | Население |
| - | ---------------- | ------------------------------- | --------- |
| 1 | Зунда Толга      | посёлок, административный центр | 308       |
| 2 | Приманыческий    | посёлок                         | 112       |